# Контрольная точка аэродрома
Контрольная точка аэродрома (КТА) — условная точка на аэродроме, являющаяся, как правило, геометрическим центром главной взлётно-посадочной полосы и определяющая географическое местоположение аэродрома, его высоту над уровнем моря и так далее. КТА рисуется в центре ВПП в виде круга.
Также КТА может быть расположена в самом высоком месте лётного поля либо между параллельными взлётно-посадочными полосами.
В международной практике для обозначения аэродрома чаще применяют координаты и высоты порогов, то есть торцов ВПП.